# Sorókino (Saràtov)
|  | Per a altres significats, vegeu «Sorókino». |

Sorókino (en rus: Сорокино) és un poble de l'óblast de Saràtov, a Rússia, segons el cens del 2010 tenia 25 habitants. Pertany al districte municipal de Rtísxevo.